# Càriclo (filla de Cicreu)
Càriclo (en grec antic Χαρικλώ Khariklṓ), segons la mitologia grega, va ser una filla de Cicreu, rei de Salamina.
Casada amb Esciró, rei de Mègara, va tenir una filla, Endeida, que va ser l'esposa d'Èac.